# 12-cm-Luftminenwerfer M.16
Der 12-cm-Luftminenwerfer M.16, oder 12-cm-Luftminenwerfer M.16 System Bartelmus, war ein pneumatischer Minenwerfer Österreich-Ungarns, welcher im Ersten Weltkrieg zum Einsatz kam.

## Geschichte
Im September 1915 entwickelte die Metallwarenfabrik Austria in Brünn den 8-cm-Pressluftminenwerfer System Gustav Spitz. Dieser wurde aber vom Technischen Militär Komitee (kurz TMK) abgelehnt, weil er schlechter war als der deutsche 15-cm-Pressluftminenwerfer Maschinenfabrik Esslingen. Dennoch blieb die Metallwarenfabrik an ihrem Konzept und verbesserte es weiter. Neben einigen Änderungen wurde das Kaliber von 8 cm auf 12 cm erhöht.
Im Oktober 1915 war der neue 12-cm-Luftminenwerfer fertig und wurde im November 1915 vorgestellt. Dieses Konzept und Kaliber war nun deutlich besser und überlegener als das der 10,5-cm-Luftminenwerfer M.15 und 15-cm-Pressluftminenwerfer Maschinenfabrik Esslingen. Das Modell überzeugte bei der Reichweite und der Präzision. Das TMK führte diesen Minenwerfer als 12-cm-Luftminenwerfer M.16 System Bartelmus ein, welcher sich als erfolgreichster österreich-ungarischer Pressluftwerfer auszeichnete.

## Produktion
Die Produktion begann Anfang 1916 und wurde von der Metallwarenfabrik Austria übernommen. Ende 1916 waren 280 Luftminenwerfer hergestellt, bis Ende 1917 waren es insgesamt 930 Stück, welche an die Front geschickt wurden.

## Technische Beschreibung

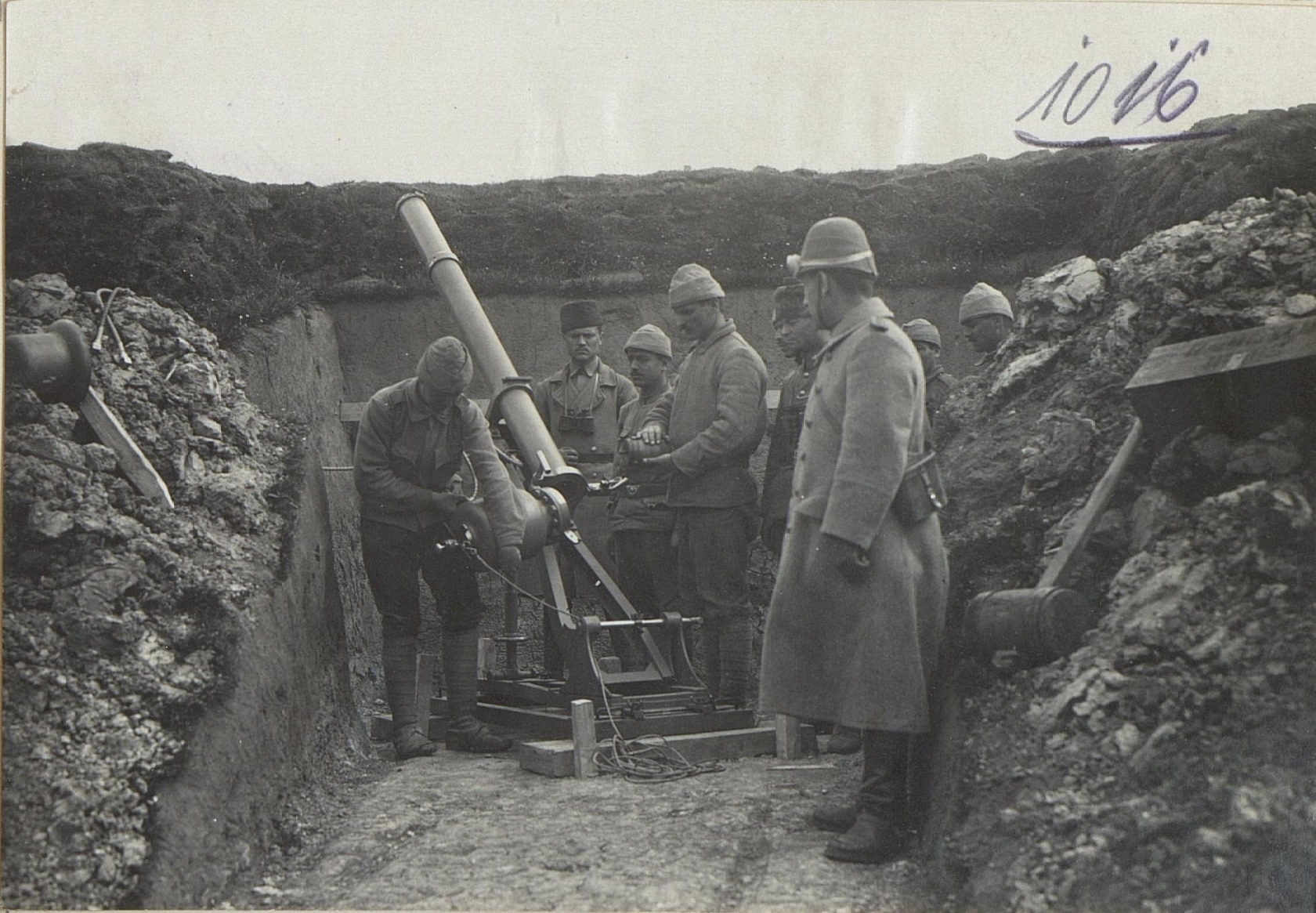
12-cm-Luftminenwerfer M.16 beim Laden

Der Luftminenwerfer bestand aus einer Grundplatte, einem Druckluftbehälter, dem Werferrohr und Armaturen. Das Projektil besaß am Ende einen Haken, welcher an einer gelochten Ladeplatte verschraubt war. Beim Abschuss wurde Druckluft hinter das Projektil geleitet. Durch den luftdichten Abschluss im Rohr stieg der Druck immer weiter an, bis der Haken manuell geöffnet wurde und das Projektil fortgeschleudert wurde. Die Reichweite konnte durch Anschrauben einer Rohrverlängerung angepasst werden. Die maximale Reichweite betrug dabei 800 m.
Beim Abfeuern entstanden weder Rauch noch Mündungsfeuer. Der Druckluftbehälter verfügte über einen Inhalt um bis zu elf Granaten abfeuern zu können. Diese hatten ein Gewicht von 5 kg. Der Minenwerfer wog insgesamt 240 kg. Um den Luftminenwerfer schwenken zu können, musste das ganze Geschütz gedreht und erneut anvisiert werden.

## Verbleib
Vom 12-cm-Luftminenwerfer M.16 sind einige wenige Luftminenwerfer erhalten geblieben. Einer steht heute im militärgeschichtlichen Museum im ungarischen Kecel. Ein zweiter befindet sich im Musée Royal de l’Armée in Brüssel.